# الرحلة الحجازية
الرحلة الحجازية، هو كتاب يصف فيه المؤرخ محمد لبيب البتنوني رحلة الخديوي عباس حلمي الثاني إلى الحجاز في عام 1329 هـ الموافق 1910م.
يصف المؤرخ محمد لبيب البتنوني رحلة الحج للخديوي عباس حلمي الثاني والكتاب يحتوى على الوصف والمعلومات التاريخية والتعليقات والمشاهدات في زمن الحج سنة 1327 هـ. وقد استعان المؤلف ببعض الخرائط التي قام بإعدادها اللواء محمد صادق باشا وبعض الصور الفوتوغرافية التي قام بالتقاطها اللواء إبراهيم رفعت باشا.